# Hüsnü Çakırgil
Hüsnü Çakırgil, né le 3 octobre 1965, à Ankara, en Turquie, est un ancien joueur de basket-ball turc. Il évolue au poste d'ailier.

## Palmarès
- Champion de Turquie 1991